# Peder Reedtz
Peder Reedtz, född den 17 november 1614, död den 10 juli 1674, var en dansk adelsman.
Reedtz var 1641-1646 sekreterare i kansliet samt blev 1653 räntmästare och 1656 riksråd. Han användes vid flera tillfällen i diplomatiska ärenden, såsom vid fredsslutet vid Brömsebro 1645, förbundsförhandlingarna med Polen och Nederländerna 1657 samt freden i Köpenhamn 1660. Vid den därpå följande riksdagen uppträdde han på kung Fredriks sida och utnämndes till lön härför efter enväldets införande till kansler och president i kansliet. Något större inflytande på statens styrelse utövade han dock ej, då han under Fredrik III trängdes i skuggan av Christoffer Gabel och Hannibal Sehested samt under Kristian V av Griffenfeld.